# Real Madrid Club de Fútbol 2000-2001
Questa voce raccoglie le informazioni riguardanti il Real Madrid Club de Fútbol nelle competizioni ufficiali della stagione 2000-2001.

## Rosa
| N. |                        | Ruolo | Calciatore         |
| -- | ---------------------- | ----- | ------------------ |
| 1  | Germania (bandiera)    | P     | Bodo Illgner       |
| 2  | Spagna (bandiera)      | D     | Míchel Salgado     |
| 3  | Brasile (bandiera)     | D     | Roberto Carlos     |
| 4  | Spagna (bandiera)      | D     | Fernando Hierro    |
| 5  | Spagna (bandiera)      | C     | Manuel Sanchís     |
| 6  | Spagna (bandiera)      | D     | Iván Helguera      |
| 7  | Spagna (bandiera)      | A     | Raúl               |
| 8  | Inghilterra (bandiera) | C     | Steve McManaman    |
| 9  | Spagna (bandiera)      | A     | Fernando Morientes |
| 10 | Portogallo (bandiera)  | C     | Luís Figo          |
| 11 | Brasile (bandiera)     | A     | Sávio              |
| 12 | Spagna (bandiera)      | D     | Iván Campo         |
| 13 | Spagna (bandiera)      | P     | César Sánchez      |
| 14 | Spagna (bandiera)      | C     | Guti               |

| N. |                       | Ruolo | Calciatore        |
| -- | --------------------- | ----- | ----------------- |
| 15 | Camerun (bandiera)    | C     | Geremi            |
| 16 | Brasile (bandiera)    | C     | Flávio            |
| 17 | Spagna (bandiera)     | A     | Pedro Munitis     |
| 18 | Spagna (bandiera)     | D     | Aitor Karanka     |
| 19 | Spagna (bandiera)     | A     | Tote              |
| 20 | Spagna (bandiera)     | C     | Albert Celades    |
| 21 | Argentina (bandiera)  | C     | Santiago Solari   |
| 22 | Spagna (bandiera)     | C     | Álvaro Benito     |
| 24 | Francia (bandiera)    | C     | Claude Makélélé   |
| 25 | Jugoslavia (bandiera) | A     | Perica Ognjenović |
| 26 | Spagna (bandiera)     | A     | Alberto           |
| 27 | Spagna (bandiera)     | P     | Iker Casillas     |
| 34 | Spagna (bandiera)     | D     | Pavón             |
| 36 | Spagna (bandiera)     | D     | Rubén             |